# Pseudodicliptera longifolia
Pseudodicliptera longifolia là một loài thực vật có hoa trong họ Ô rô. Loài này được (Benoist) Benoist miêu tả khoa học đầu tiên năm 1967.